# Ambassade des États-Unis près le Saint-Siège
L'ambassade des États-Unis près le Saint-Siège est la représentation diplomatique des États-Unis au Vatican. Elle est située à Rome, Via Sallustiana, 49.

## Ambassadeurs des États-Unis près le Saint-Siège
| Dates                                                 | Nom                                                   | Fonction                                              |
| Ambassadeur des États-Unis dans les États pontificaux | Ambassadeur des États-Unis dans les États pontificaux | Ambassadeur des États-Unis dans les États pontificaux |
| ----------------------------------------------------- | ----------------------------------------------------- | ----------------------------------------------------- |
| 1779–1867                                             | John B. Sartori                                       | Relations consulaires                                 |
| 1779–1867                                             | Felix Cicognani                                       | Relations consulaires                                 |
| 1779–1867                                             | George W. Greene                                      | Relations consulaires                                 |
| 1779–1867                                             | Nicholas Browne                                       | Relations consulaires                                 |
| 1779–1867                                             | William C. Sanders                                    | Relations consulaires                                 |
| 1779–1867                                             | Daniel LeRoy                                          | Relations consulaires                                 |
| 1779–1867                                             | Horatio V. Glenthworth                                | Relations consulaires                                 |
| 1779–1867                                             | W. J. Stillman                                        | Relations consulaires                                 |
| 1779–1867                                             | Edwin C. Cushman                                      | Relations consulaires                                 |
| 1779–1867                                             | David M. Armstrong                                    | Relations consulaires                                 |
| 1848                                                  | Jacob L. Martin                                       | Chargé d'affaires                                     |
| ? – 1858                                              | Lewis Cass junior                                     | à partir de 1854 - Envoyé                             |
| 1858 – 1861                                           | John P. Stockton                                      | Envoyé                                                |
| 1862                                                  | Alexander Randall                                     | Envoyé                                                |
| 1862? – 1863?                                         | Richard M. Blatchford                                 | Envoyé                                                |
| ? – 1867                                              | Rufus King                                            | Envoyé                                                |
| 1867–1984 : pas de relations diplomatiques            |                                                       |                                                       |
| Représentant personnel du président                   |                                                       |                                                       |
| 1940–1950                                             | Myron C. Taylor                                       |                                                       |
| 1951–1969 : pas de relations diplomatiques            |                                                       |                                                       |
| 1970–1977                                             | Henry Cabot Lodge junior                              |                                                       |
| 1978–1981                                             | Robert F. Wagner junior                               |                                                       |
| 1981–1984                                             | William A. Wilson                                     |                                                       |
| Ambassadeurs des États-Unis près le Saint-Siège       |                                                       |                                                       |
| 1984–1987                                             | William A. Wilson                                     | Ambassadeur                                           |
| 1987–1989                                             | Frank Shakespeare                                     | Ambassadeur                                           |
| 1989–1993                                             | Thomas Patrick Melady                                 | Ambassadeur                                           |
| 1993–1997                                             | Raymond Flynn                                         | Ambassadeur                                           |
| 1997–2000                                             | Lindy Boggs                                           | Ambassadrice                                          |
| 2000–2001                                             | Joseph Merante                                        | Chargé d'affaires                                     |
| 2001–2005                                             | James Nicholson                                       | Ambassadeur                                           |
| 2005–2008                                             | Francis Rooney                                        | Ambassadeur                                           |
| 2008–2009                                             | Mary Ann Glendon                                      | Ambassadrice                                          |
| 2009–2012                                             | Miguel Humberto Díaz                                  | Ambassadeur                                           |
| 2012–2013                                             | Mario Mesquita                                        | Chargé d'affaires                                     |
| 2013-2017                                             | Kenneth F. Hackett                                    | Ambassadeur                                           |
| 2017-2021                                             | Callista Gingrich                                     | Ambassadrice                                          |
| 2022-2024                                             | Joe Donnelly                                          | Ambassadeur                                           |
| depuis 2024                                           | Laura Hochla                                          | Chargée d'affaires                                    |